# Pizzo dei Tre Signori
Il Pizzo dei Tre Signori (Pizz di Trii Signor in valtellinese e lecchese, Piss di Tri Signur in bergamasco) è una montagna alta 2.554 m s.l.m. situata lungo la cresta principale delle Alpi Orobie, nel punto in cui si incontrano i solchi orografici della Valtellina (con la tributaria Val Gerola), della Val Brembana (con le tributarie Val Stabina e Valle d'Inferno) e della Valsassina (con la tributaria Val Biandino).
Come il nome ricorda, il pizzo gode storicamente di una particolare fama, essendo da secoli il punto geografico di spartizione fra tre diverse giurisdizioni politiche: un tempo tra lo Stato di Milano, la Repubblica di Venezia e la Repubblica delle Tre Leghe nella Confederazione Elvetica, quand'essa occupava la Valtellina; oggi tra la Provincia di Bergamo, la Provincia di Sondrio e la Provincia di Lecco.

## Accessi
I versanti principali della vetta sono quelli che scendono verso le valli sopracitate e presentano itinerari di salita sempre agevoli, ancorché lunghi; il più interessante risulta tuttavia quello che raggiunge la sommità del lato valsassinese per la cresta ovest, presentando poco sotto la vetta un pittoresco passaggio roccioso attrezzato con catene denominato "Il Caminetto", il che ne denota la particolare morfologia.
Il sentiero più semplice per raggiungere la vetta è quello che sale da Ornica attraverso un percorso di oltre 1500 metri di dislivello e 12 km di lunghezza. Solo nel tratto finale (20 metri di percorso) è presente una catena per aiutarsi nel caso di rocce scivolose, ma comunque nei limiti di difficoltà escursionistica. Il sentiero (CAI 101 poi 106) attraversa la suggestiva Valle d'Inferno, superando un'imponente bastionata rocciosa denominata Sfinge, che si erge a guardia dei prati e dei ghiaioni sottostanti. Una volta sopraggiunti alla Bocchetta d'Inferno (2306 metri) si intercetta il sentiero valtellinese che permette un agevole accesso alla vetta, regalando una salita remunerativa. 
Il versante valtellinese è anche una meta scialpinistica, il cui interesse è mitigato dalla lunghezza dell'itinerario e dalla scarsa sciabilità generale. La cima, frequentata per quasi tutto l'anno, offre un panorama molto vasto ed interessante, notevole soprattutto sulle vette retiche del Masino e del Bernina, nonché verso i solchi vallivi bergamaschi.
Il versante valsassinese ospita il noto rifugio Grassi, tra quelli storici per l'alpinismo lombardo, altre strutture che possono agevolare la salita alla vetta sono, ancora sul lato valsassinese il rifugio Santa Rita, sul versante valtellinese il rifugio FALC e il rifugio Trona Soliva.

## Galleria d'immagini

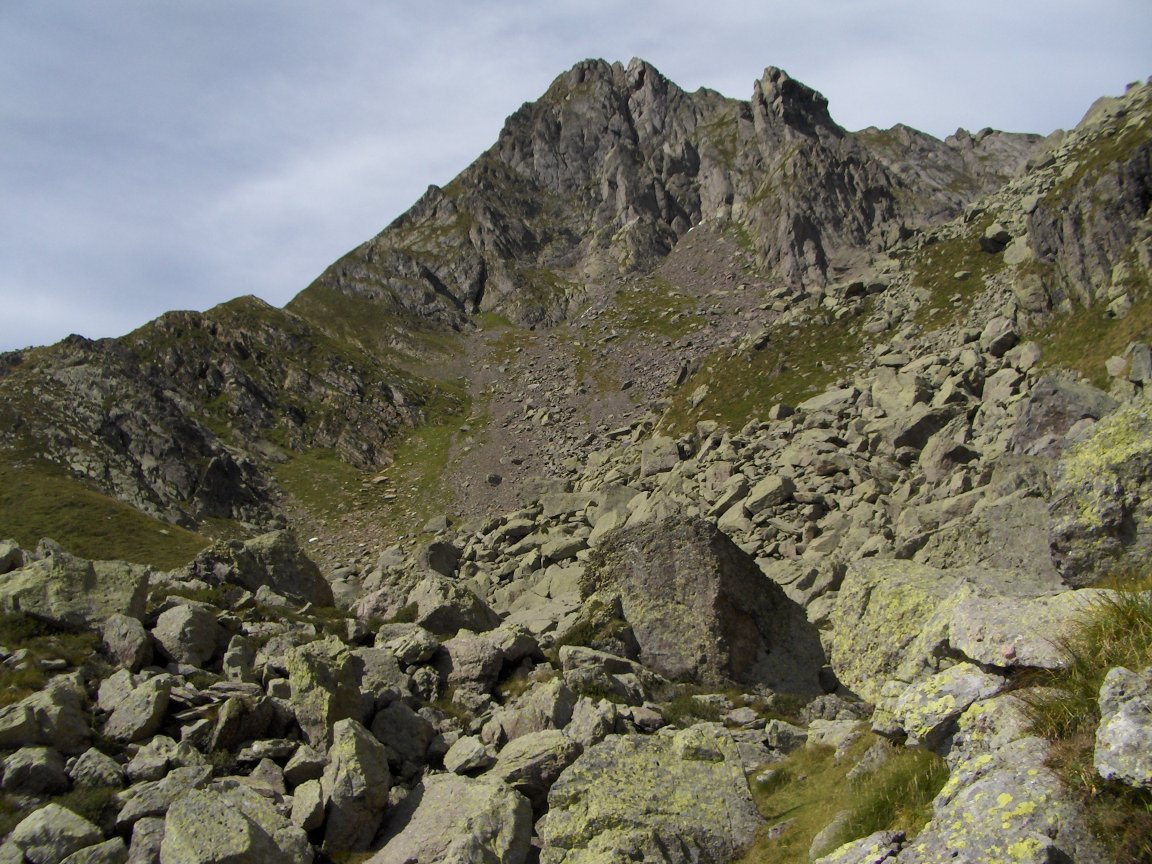
Il versante di Ornica
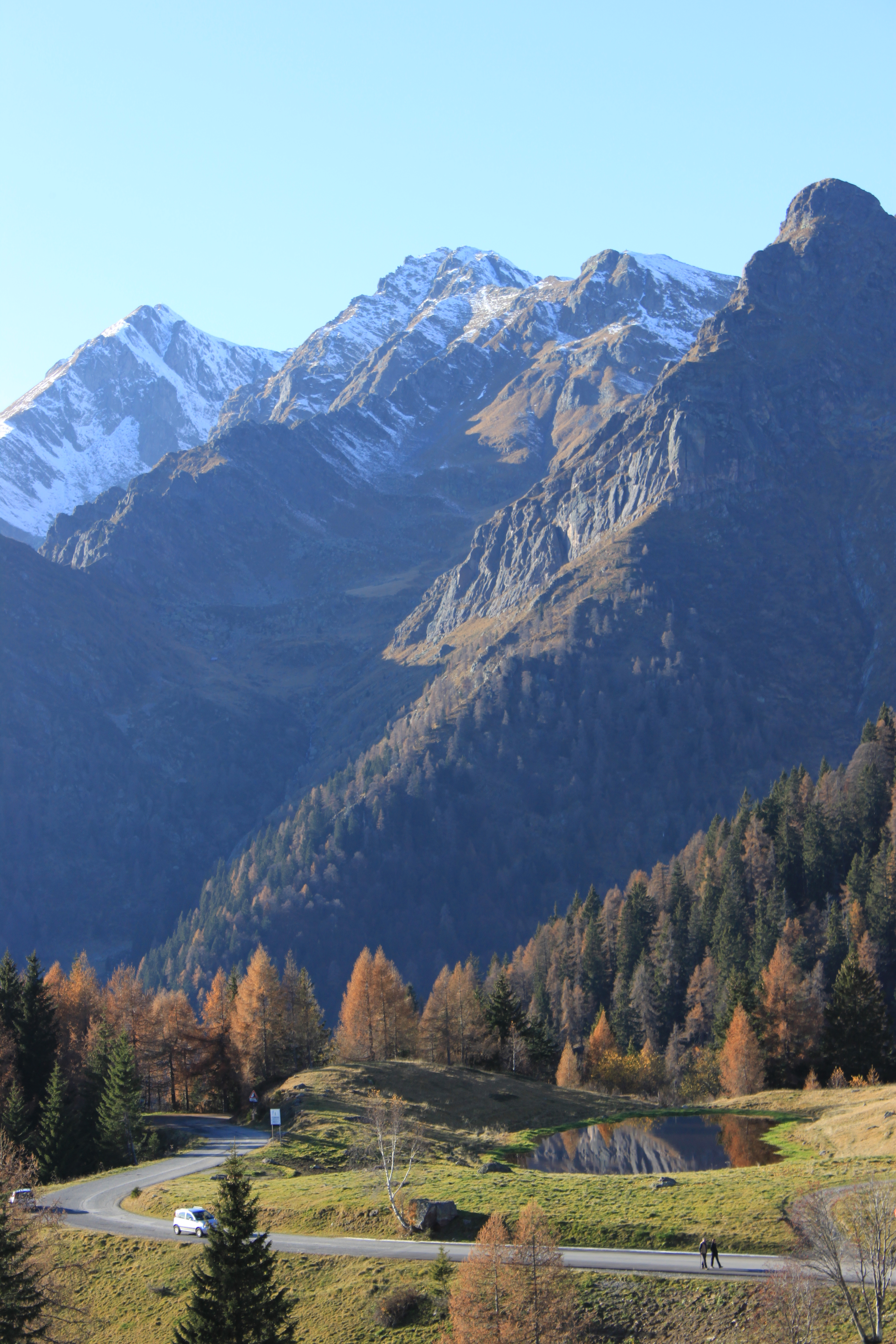
Il Tre Signori dalla Val d'Inferno
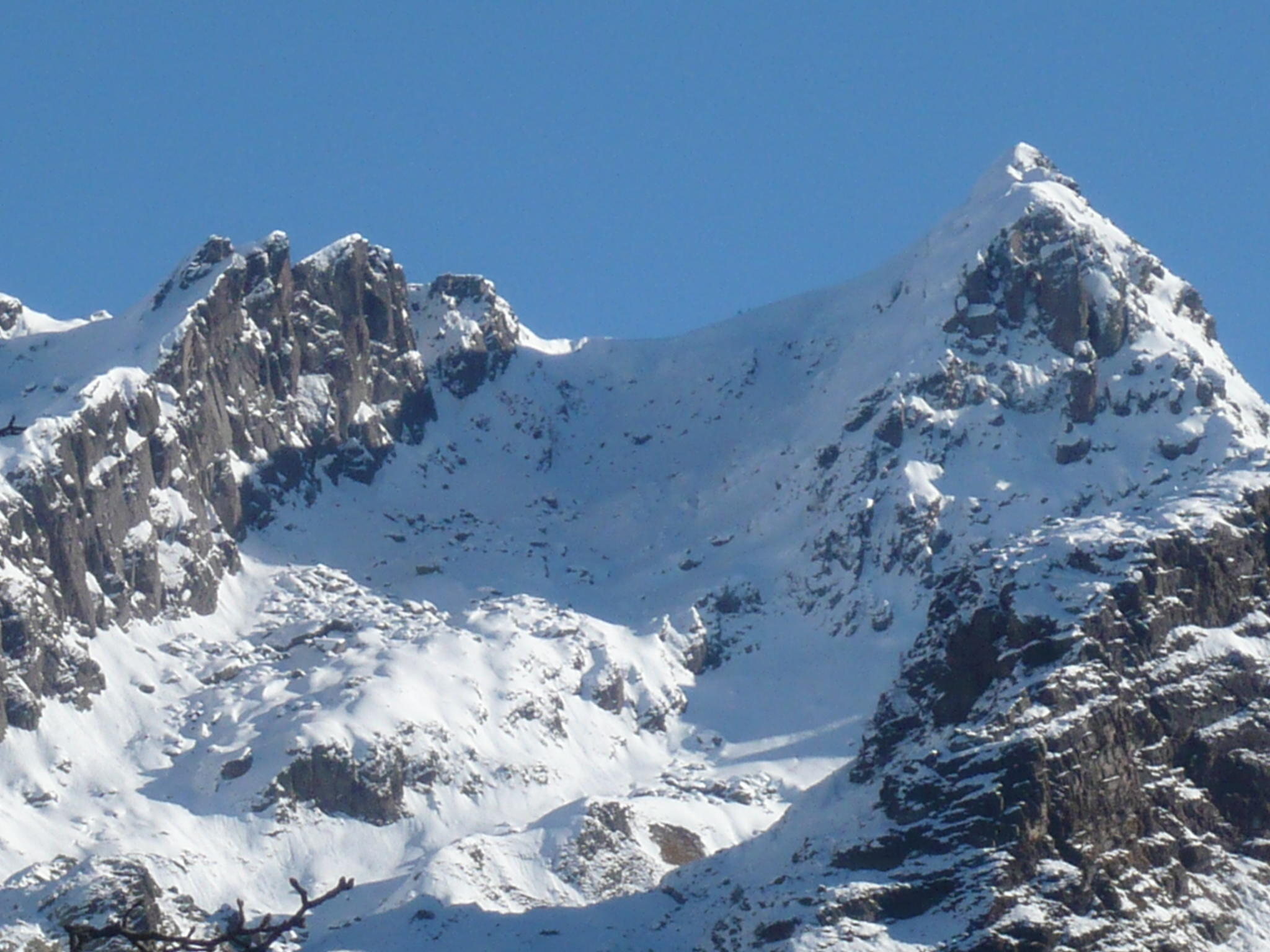
Il Pizzo dei Tre Signori fotografato dalla Val Biandino, tributaria della Valsassina.
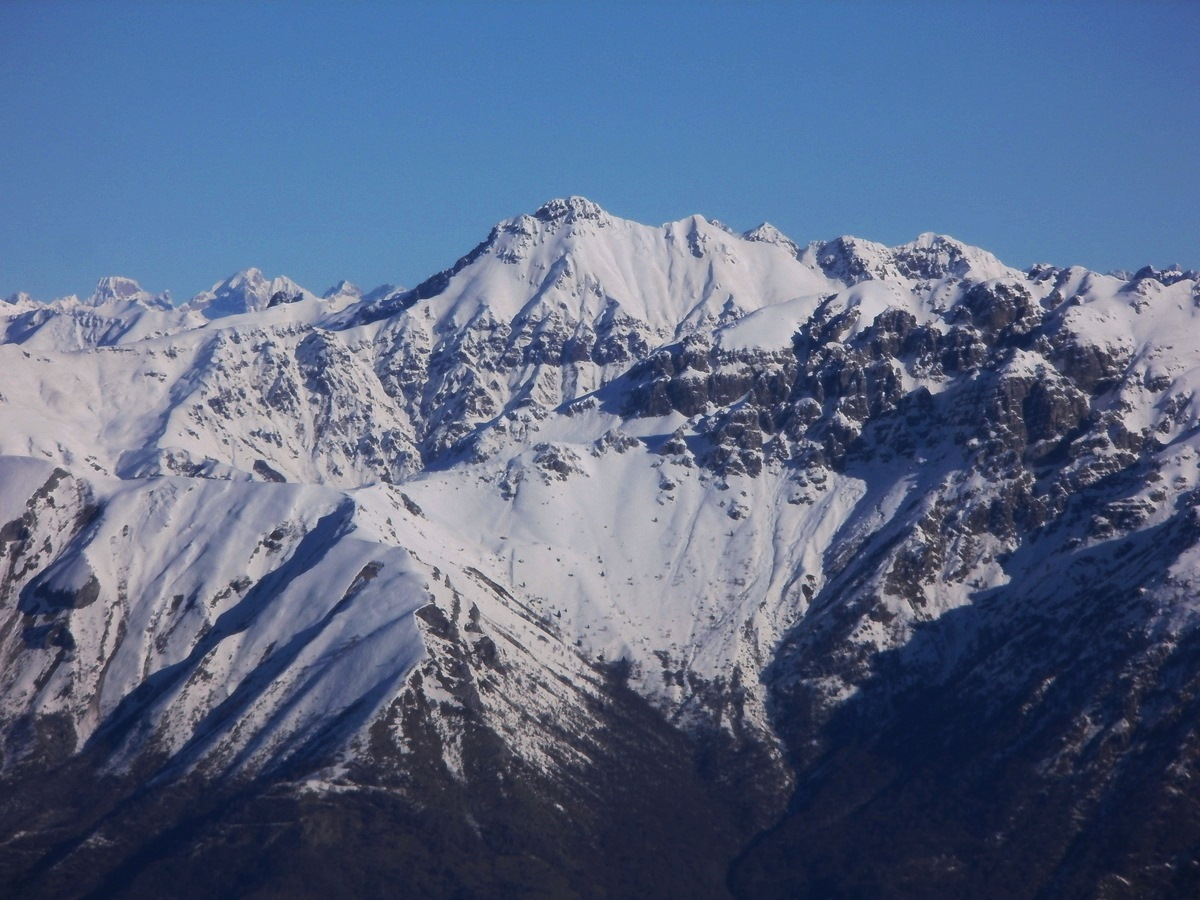
Il Pizzo dei Tre Signori in veste invernale
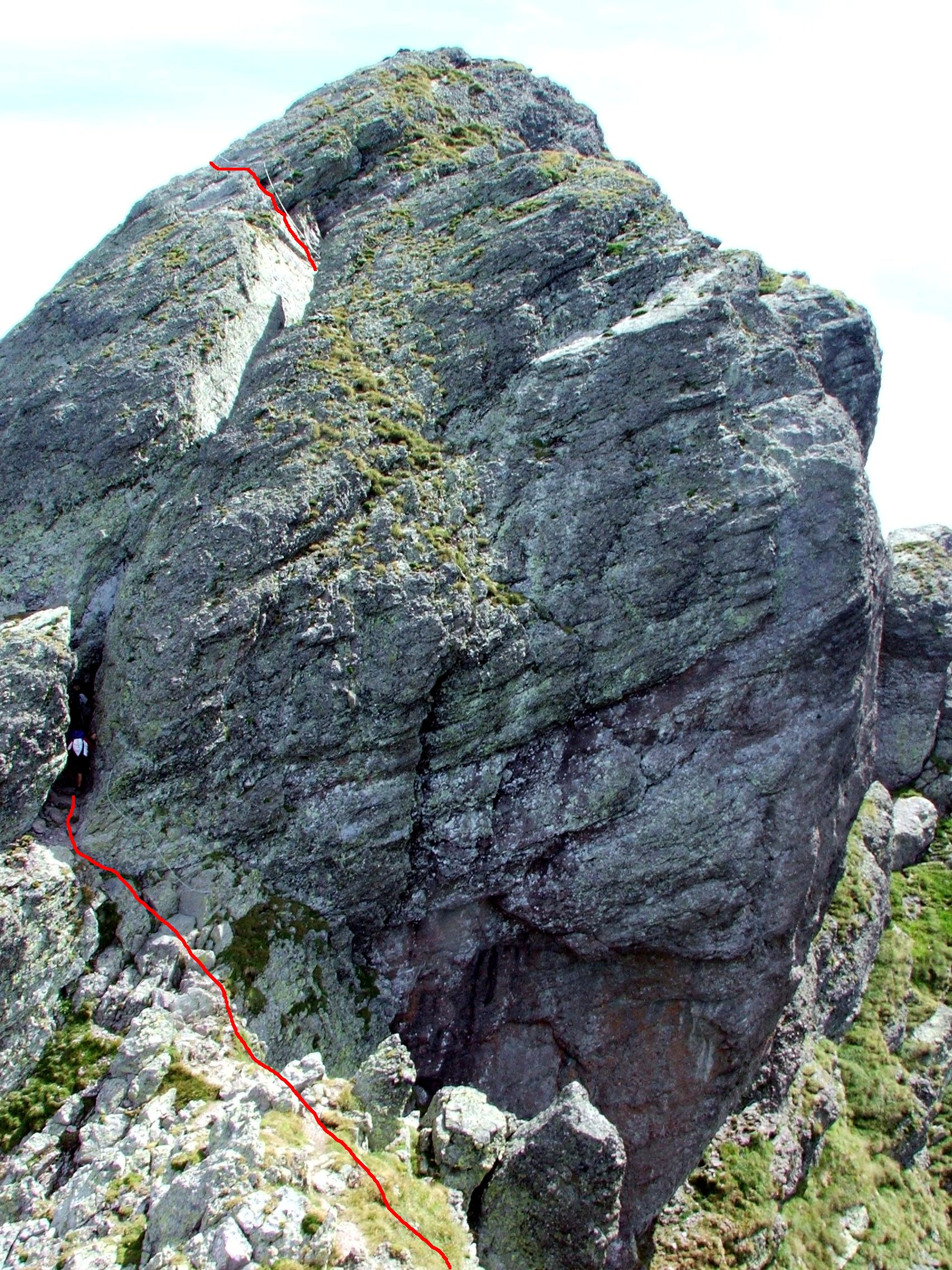
Ascesa al Pizzo dei Tre Signori in via ferrata provenendo dal rifugio Grassi
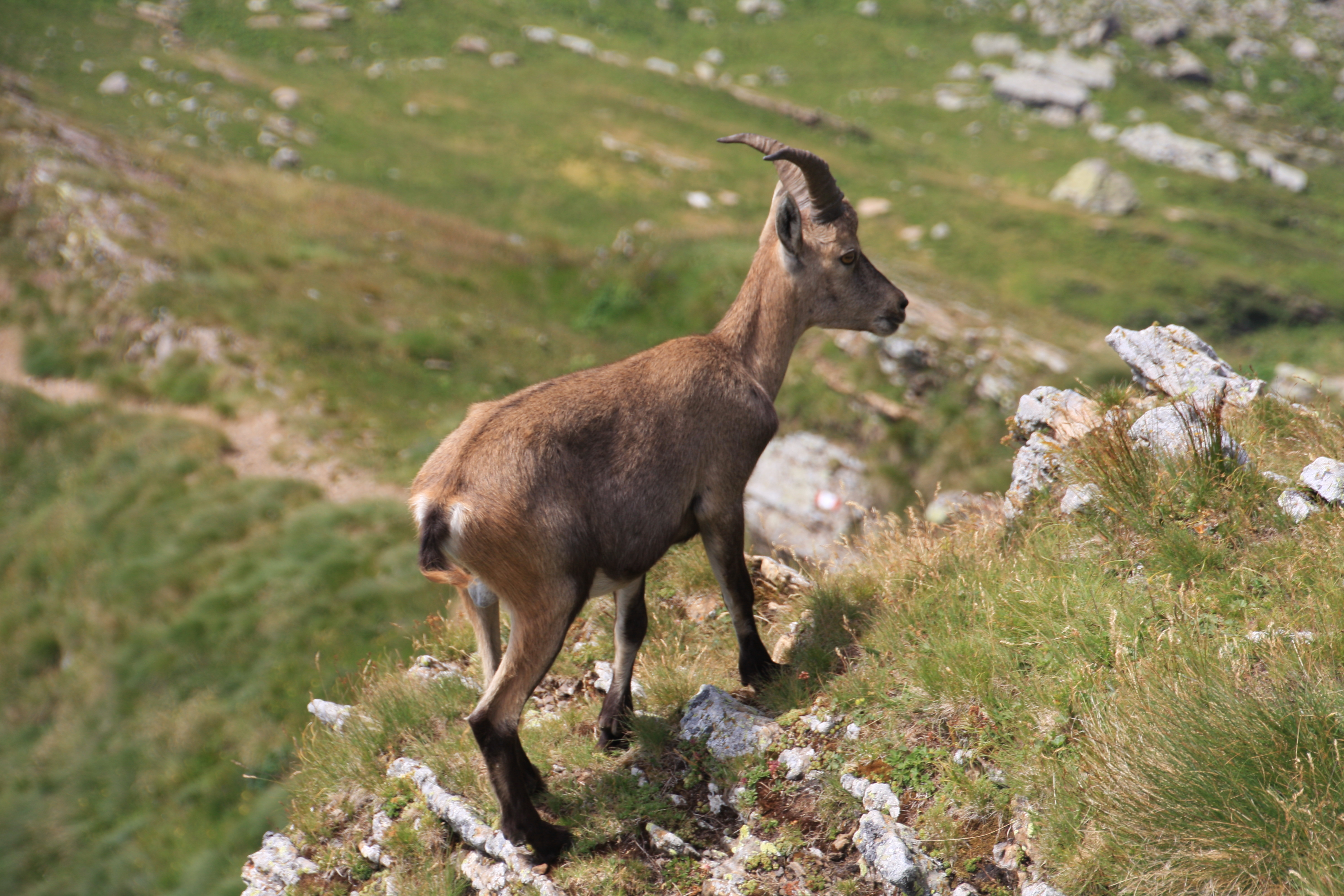
Uno stambecco sul sentiero che giunge al Pizzo dei Tre Signori dal Rifugio Grassi
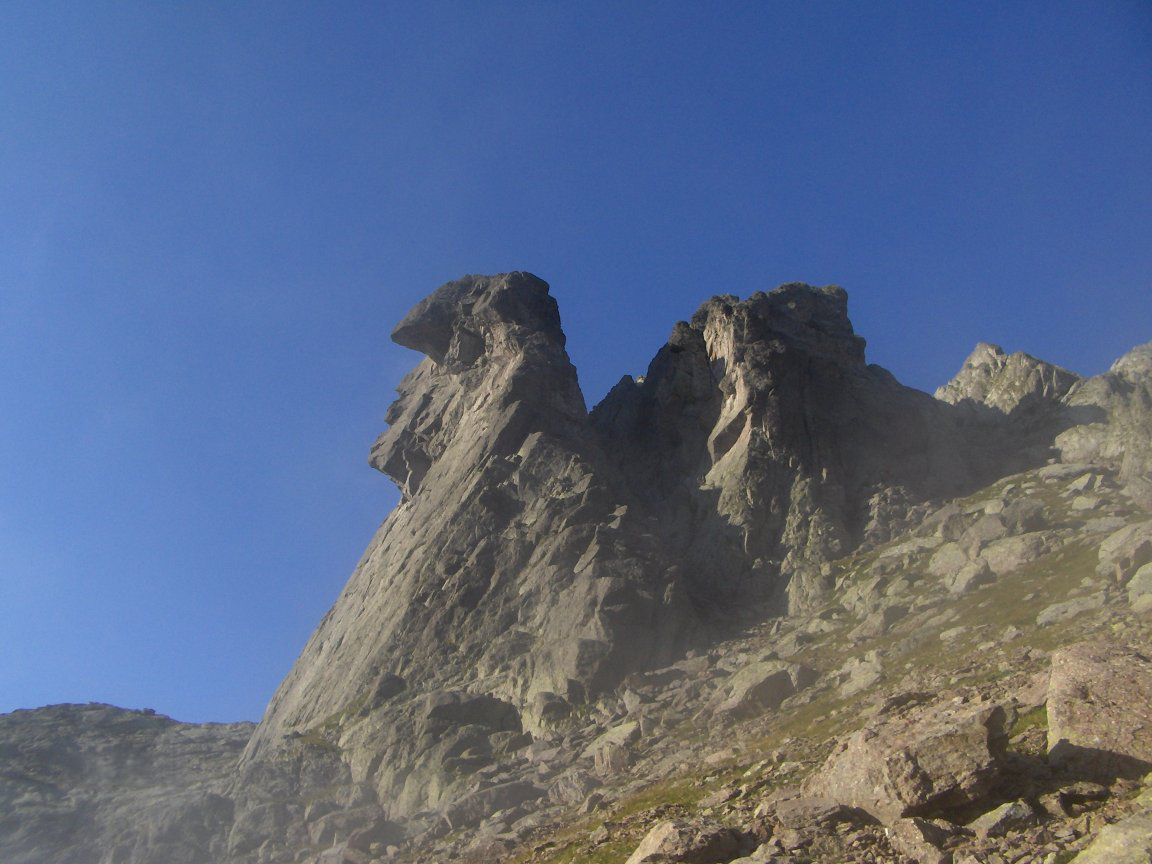
Roccia a forma di sfinge sotto la vetta del pizzo
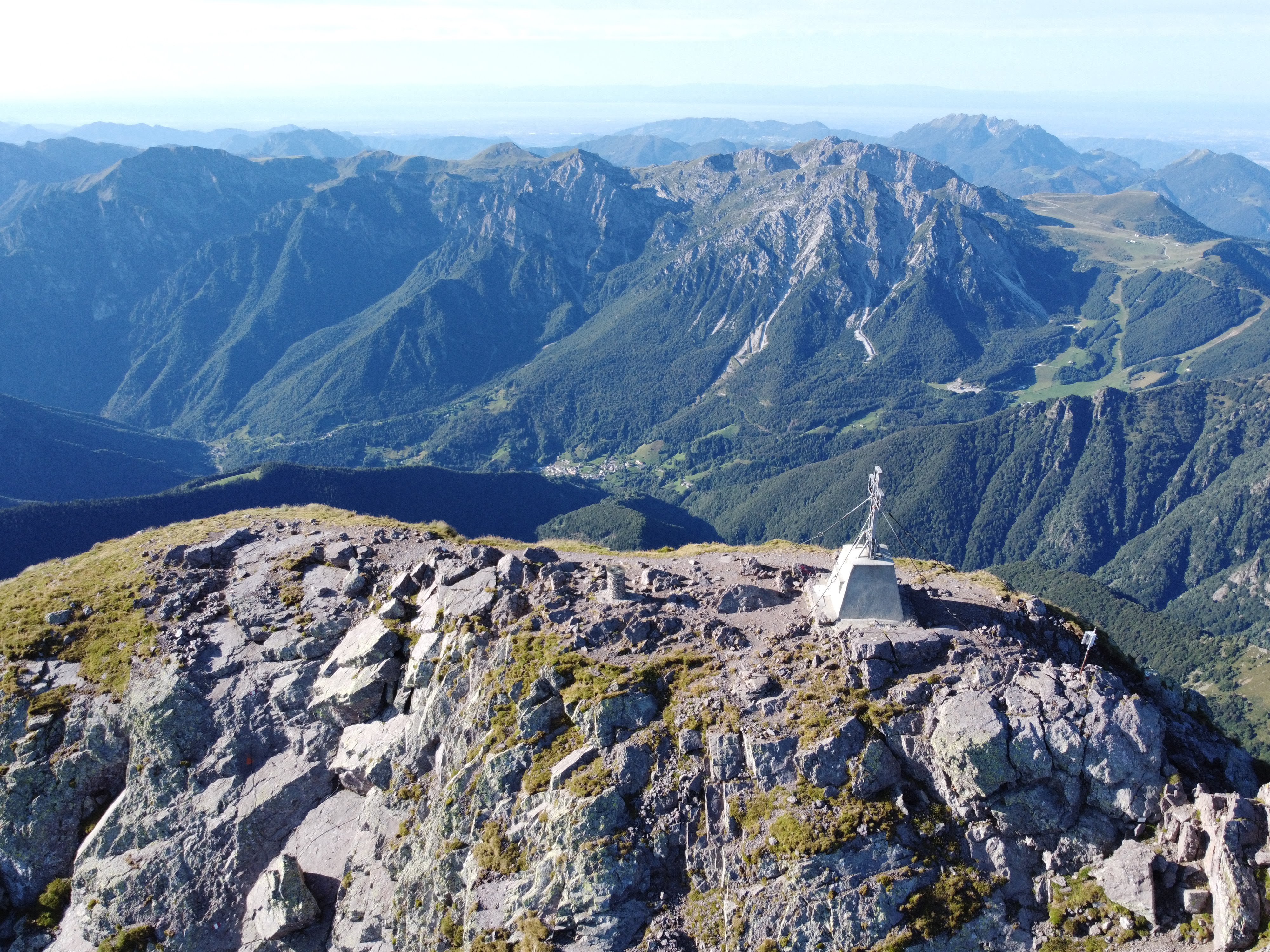
Vista aerea, sullo sfondo Valtorta e Piani di Bobbio